# Seznam uruguayských spisovatelů
Seznam uruguayských spisovatelů obsahuje přehled některých významných spisovatelů, narozených nebo převážně publikujících v Uruguayi.

## B
- Mario Benedetti (1920–2009)

## G
- Eduardo Galeano (* 1940), novinář a spisovatel

## O
- Juan Carlos Onetti (1909–1994), spisovatel, nositel ceny Premio Cervantes, nominovaný také na Nobelovu cenu za literaturu

## Q
- Horacio Quiroga (1879–1937), povídkář

## R
- Carlos Reyles (1868–1938), romanopisec a esejista